# Падурени (Попешти)
Падурени (рум. Pădureni) насеље је у Румунији у округу Јаши у општини Попешти. Oпштина се налази на надморској висини од 143 m.

## Становништво
Према подацима из 2002. године у насељу је живело 89 становника, од којих су сви румунске националности.